# استوارت ولش
استوارت ولش (انگلیسی: Stuart Welch; ۱۵ november ۱۹۷۷ (۴۷ سال) – ) قایقران روئینگ اهل استرالیا بود.
وی در مسابقات کشوری و بین‌المللی در مجموع برندهٔ ۲ مدال نقره، ۱ مدال برنز شده‌است.